# Frederic George Stephens
Pour les articles homonymes, voir Frederick Stephens et Stevens.
Frederic George Stephens, né à Londres le 10 octobre 1827 et mort dans la même ville le 9 mars 1907, est un critique d'art membre de la confrérie préraphaélite.

## Biographie
Frederic George Stephens étudie à la Royal Academy durant les années 1840, avant de devenir critique d'art. Avec l'écrivain William Michael Rossetti, il est l'un des deux membres non artistes de la confrérie préraphaélite, qu'il rejoint en 1848.
Ses articles sont notamment publiés par Dublin University Magazine (en), Fraser's Magazine et Macmillan's Magazine (en). Entre 1861 et 1901, Stephens est critique d'art pour la revue littéraire Athenaeum. Il écrit également en indépendant pour des périodiques de l'ère victorienne comme The Art Journal et The Germ, la revue de la confrérie préraphaélite. Au cours des années 1860, Stephens publie des ouvrages d'histoire de l'art et consacre des monographies aux peintres William Mulready et Edwin Landseer.